# .cg
.cg는 콩고 공화국의 인터넷 국가 코드 최상위 도메인이다. ONPT 콩고와 인터포인트 스위스에 의해 관리된다. 콩고 공화국의 시민들은 하나의 무료 도메인을 .cg의 2차 도메인으로 무료로 등록할 수 있는 기회가 주어진다. 외국인이 등록할 때나 콩고 공화국의 두 번째 등록부터는 2008년 기준으로 한 해에 €225의 비용을 내야 한다.